# 商丘駅
商丘駅（しょうきゅうえき、中文表記: 商丘火车站、英文表記: Shangqiu Railway Station）は中華人民共和国河南省商丘市梁園区站前路にある中国鉄路総公司（CR）鄭州鉄路局が管轄する駅である。

## 駅構造
単式ホーム1面、島式ホーム2面を持つ地上駅である。

## 所属路線
- 中国鉄路総公司
  - 隴海線：連雲駅起点より369km、蘭州駅終点まで1,390km
  - 京九線：本線の西側に位置し、連絡線を有す。北京西駅起点より677km、深圳駅まで1,695km
- 高速鉄道線
  - ■鄭徐旅客専用線
  - ■商杭旅客専用線（中国語版）

## 沿革
- 1912年　隴海線の開封 - 徐州間の建設を開始する。
- 1913年　旧駅の建設を開始する。
- 1916年1月　朱集駅（しゅしゅうえき）として営業開始した[3]。
- 1938年-1945年　日中戦争期間中に日本軍の軍事利用の為に拡張された[3]。
- 1983年　新駅の建設を開始する。
- 1984年　新駅を商丘駅として使用開始し、古い朱集駅の使用を停止した[3]。
- 1987年　商丘 - 阜陽間の商阜線（しょうふせん）[4]の建設を開始する。
- 1989年　商阜線が開通した[5]。
- 1996年9月1日　京九線全線が営業開始し、当駅と接続した[6]。
- 2007年6月　3番目のホームを嵩上げした[7]。
- 2007年9月10日 和諧号動車組を運行開始した[8]。
- 2016年9月10日　徐蘭旅客専用線が開業した。
- 2019年12月1日　商杭旅客専用線（中国語版）が開業した。

## 隣の駅
中国鉄路総公司
隴海線
北東閘駅 - 商丘駅 - 謝集駅
京九線
商丘北駅 - （連絡線経由） - 商丘駅 - （連絡線経由） - 商丘南駅
■徐蘭旅客専用線
民権駅 - 商丘駅 - 碭山南駅
■商杭旅客専用線
商丘駅 - 商丘東駅 - 芦廟東駅